# Жичке повеље
Жичке повеље представљају остатке натписа двеју повеља Стефана Првовенчаног. За историју наше дипломатике пажње су вредне већ саме вести да су даровнице истицане у црквама, а с обзиром на оскудност грађе, посебно су драгоцени – макар и само у изводима – сачувани преписи њихове садржине. Према истраживањима прва повеља настала је 1219. године, док је друга настала између 1224-1227 године. Ниједна од поменутих повеља (као и сви правни и историјски документи тога доба) није сачувана у оригиналу, али је сачуван напис на зидовима манастира ( који је поприлично оштећен). Текстови на зидовима Жиче не представљају од речи до речи преписане повеље Стефана Првовенчаног, већ изводе из њих. Због ограниченог простора, очито је најпре сачувано оно што је за манастир и архиепископију било од практичног правног, а за владара ктитора и доносиоца повеље (мада, свакако, и за сам манастир) још више од идеолошко-симболичног значаја: набрајање привилегија и нормативни делови.‍:pp. 413–449 Садржина повеља је црквено-правна. Уређивале су живот у црквама, манастирима, прописивали правила поста, доделили Влахе као помоћ и цркви и жупе од којих су епископи прикупљали бир. Што се правила тиче, велики део Жичких повеља посвећен је брачном праву.

## Манастир Жича
Историја манастира Жиче почела је оног тренутка када је седаманестогодишњи Растко Немањић одлучио да напусти двор свог оца Стефана Немање и посвети се монашком подвигу на Светој гори Атоској. Као смерни монах, Сава је својим подвизима пружао пример светогорским калуђерима. Божијом благодаћу успео је да препороди српску земљу и у духовном и у државотворном погледу.
Жича је српски средњовековни манастир из прве половине 13. века, који се налази у близини Краљева и припада Епархији жичкој Српске православне црква. Подигао ју је први краљ Србије из династије Немањића, Стефан Немањић (велики жупан 1196—1217, краљ 1217—1228), од 1206. до 1221. године, а значајну улогу у њеном подизању имао је и његов брат, Свети Сава (1219—1233).
Главна манастирска црква, подигнута у Рашком стилу, посвећена је Вазнесењу Христовом (Светом Спасу) и према мишљењу академика и историчара уметности Војислава Ј. Ђурића црква Вазнесења Христовог када је била готова, постала је узор и остала то кроз читав 13. век, тиме је у историји рашког градитељства, као заметак новог раздобља, заузела кључно место. У њеној унутрашњости налазе се два слоја живописа 
Сачувана су два екстензивна натписа на зидовима самог манастира, испод куле-звоника храма Св. Спаса, на северном и јужном зиду, који датирају из времена обнове живописа у храму у доба краља Милутина и архиепископа Саве III.

## Садржина прве Жичке повеље
Хрисовуља Краља Стефана Првовенчаног манастиру Жичи установила је манастирски посед са људством и правно регулисала економске привилегије на новостеченим имањима. По интитулацији Стефан је „први краљ све Српске земље, Дукље, Травуније и Захумља са превазљубљеним сином Радославом, по Божијој милости његовим намесником“
У својеврсном контрапункту, повеља на северном зиду, за коју се с разлогом сматра да је прва издата, и друга, на јужном, донеле су преглед обимног манастирског властелинства, утврдиле права Жиче као седишта Архиепископије и одредиле њено место у животу земље. Драгоцени документи ће, без сумње, трајно бити занимљиви, а могуће је да ће ново издање повеља са савесно начињеним копијама подстаћи и одговарајућа палеографска истраживања.
У првој Жичкој повељи доминира списак дарова Стефана Првовенчаног манастиру: од богослужбених предмета, важних реликвија, икона и књига, преко села са становницима и поименце наведених Влаха, до читавих жупа. Тек пред крај очуваног текста почињу одредбе које прописују општа правна правила (о поповском биру, о позивању архиепископовог човека код краља и обратно), али нажалост, њихов крај није сачуван. Поред села, владар са сином дарује жупе које су пре тога биле под духовном влашћу других епископија и чији су становници плаћали бир сеоским поповима, који су овај духовни порез сада дуговали цркви Светог Спаса (уместо епископима). Позивање „архиепископовог човека“ пред краљевски суд врши се преко краљевског печата, као симбола државне власти, што указује на постојање судске процедуре која штити појединца од злоупотреба и доказ је постојања правне државе.

## Садржина друге Жичке повеље
Друга повеља садржи релативно опсежан и у потпуности сачуван нормативни део. Он регулише исту материју из прве повеље, али и постављање попова и игумана, као и питања развода брака, двобрачности и забрањеног брака са свастиком.‍:pp. 413–449 Такође, регулисан је низ питања која су се у току рада архиепископије јавила као спорна. Уведено је да црква Св. Спаса врши обред крунисања краљева и устоличење архиепископа (патријарха), епископа и игумана. Интересантно је да се у Повељи налазе одредбе из брачног права, које су се иначе регулисане у црквеним уставима (како се и у повељи каже).
Као што се може видети, већина наведене материје спада у црквено право или се барем додирује с њим. Међутим, када се погледају касније повеље српских владара, види се да они нису наставили да доносе прописе ове врсте у сличном обиму: већина повеља се фокусира на дужности сељака на манастирским поседима и казне за (световна) кривична дела.‍:pp. 413–449 Друга повеља у почетку говори о биру. Након одредби о биру, повеља одређује за четири краљевска манастира – Свету Богородицу Студеничку, Светог Георгија у Расу, „светогорски манастир“, тј. Хиландар, и Свету Богородицу Градачку. Стављање најзначајнијих манастира српске државе под директну власт краља и архиепископа у складу је са ромејским режимом царских манастира , али самим тиме и подвлачи јачање власти државе и новоосноване домаће цркве. Осим тога, ово сведочи и о њиховој активној сарадњи у световним и духовним питањима, што је нарочито очигледно из описаног начина постављања игумана, а поново у складу са ромејским идејним узором – доктрином симфоније.

## Трећа Жичка повеља
Познате две повеље краља Стефана Првовенчаног и његовог сина Радослава манастиру Жичи, исписане на бочним странама пролаза испод куле/звоника, опажене су већ почетком двадесетих година ХIХ века и потом, у више махова, на основу разних преписа издаване. Остало је, међутим, непримећено да се уз њих, испод фигура св. Петра и Павла на потрбушју лука, на западној страни, налазе и оштећени, ситније исписани текстови чији остаци откривају да је постојала још једна даровница краља Стефана. Текст је почињао инвокацијом и интитулацијом, након чега је следило излагање садржине са низом топонима који се односе на дароване поседе, а завршавао санкцијом. Издавање треће повеље уследило је вероватно пред крај владе оснивача Жиче (+ 1228). Као и претходна два документа, даровница је сачувана у скраћеном виду, у препису из времена поновног украшавања цркве у доба архиепископа Саве III (1309–1316). Из Суботићеве анализе очуваних делова (у сарадњи с Горданом Томовић) види се да је реч била о набрајању поседа које је Стефан Првовенчани (чије име је очувано у почетку текста повеље) доделио манастиру, са духовном санкцијом на крају. Суботић закључује да је реч о новододељеним поседима, јер се помињу топоними којих нема у ранијим даровницама, те да је повеља вероватно издата пред крај владавине Стефана Првовенчаног.
Препис треће повеље пренео је њену садржину у сасвим сведеном виду, тако што је у првом делу назначено једино име владара и вероватно његовог сина, затим су наведена имања која су била основни предмет даровнице, док је на крају дата сажета верзија санкције. Нема сумње у то да је у свом изворном облику исправа била знатно развијенија: довољно је у том смислу упоредити остатке интитулације и санкције са одговарајућим деловима две старије повеље у истом простору.Заједно, на зидовима пресведеног простора на улазу у Спасову цркву, три исправе су чиниле целину која је сведочила о величини жичког властелинства за време владавине Стефана Првовенчаног. Трећа повеља издата је Жичи вероватно пред крај владе Стефана Првовенчаног. Због достојанства и улоге коју је манастир као седиште Архиепископије добио у духовном и друштвеном животу земље, његова добра тиме су још увећана. Можда ће делови оштећених речи који се тешко повезују стручњацима из одговарајућих области бити довољна основа у покушају да наслуте положај нових имања. Анализа жичког властелинства показала је да се оно састојало из више целина.

## Текст прве Жичке повеље
"Овом пресветом храму Спаса нашега Исуса Христа, по неизрецивој милости његовој, коју сатвори са нама, ја Стефан, по Божјој милости венчани први краљ све српске земље, Диоклитије и Травуније и Далмације и Захумља, са превазљубљеним сином својим Радославом..." На основу пронађеног текста сматра се да је прву Жичку повељу издао Стефан, венчани краљ свих српских земаља ( тако је и добио име Првовенчани), са својим сином Радославом. Повеља, као и остали документи тога доба, има религијски увод ( Његов син, Радослав, је по Божијој милости његов намесник, а сама повеља је сачињена како би били помињани у молитвама ).
У оснивачкој повељи ( првој повељи ) поименично су наведени дарови и повластице које је Жичкој Епархији дао Првовенчани краљ са својим најстаријим сином, одређеним за његовог наследника. Краљ дарује Спасову цркву на првом месту реликвијама, затим фрескама и иконама, златним и сребрним сасудима, рипидама, покровима и завесама, богослужбеним одеждама, Еванђељима и књигама. Од тих икона и сасуда, од тканина и књига, које су морале чинити од Жиче једну од најбогатијих ризница у Србији, и може бити, на југоистоку Европе, већ одавно нема ни трага - оне су скоро све уништене. 
У даљем тексту повеље Стефан Првовенчани наводи због кога је саградио манастир Жича и коме дарује повељу. Највећи део Жичке повеље садржи податке о даровима у земљишном имању. Првовенчани краљ је Жичи даровао 57 села и заселака, што значи више од хиљаду хектара земље и неколико хиљада људи који су обрађивали земљу или се бавили занатом. Главна група дарованих села налазила се у непосредној близини Жиче, у Хвосну, у Црној Гори. Занимљиво је да данас, после осам векова, од ових села 38 носи иста имена.
"И ове жупе приложисмо под власт ове цркве: Крушилницу, Мораву, Борач, Лепенице обе, Белица, Левоч, Лугомја, Расина, Јелшаница и над овим што се прилаже овој цркви да нема протопоп дворски никакву власт, него што долази или од попова или од Влаха, или поповски бир од земље, који долази од попова, половина да се узима за ову цркву." Стефан Првовенчани је цркви доделио жупе над којима ниједан владар не би имао власт. Од тих жупа, бир који се прикупља, чак половина иде Жичи.
"А ово су Власи које смо дали овој цркви..." Према тексту повеље Стефан Првовенчани је доделио људе - Влахе, који служе цркви.
После већ поменутог екстензивног набрајања села, Влаха и жупа који се додељују манастиру, прва Жичка повеља прокламује: „И сиѥ что се прилага сие црькви, симь да нѣма протопопа дворьски никоѥре ѡбласти, нь что доходи или ѡть поповь или ѡть Влах, или земляна поповска бирь, что доходи ѡть поповь, половина да се ѹзима сиѥи црькви.“  
"И да се не позива архиепископов човек краљу без краљевог печата, већ ако је коме дужан архиепископов човек, да га позивају с краљевим печатом краљу. Па ако не дође на печат, онда да му се печати упишу код краља и да глобу узме архиепископ себи. ако се позове краљев човек архиепископу, и да буде..."
Ако би се „протопоп дворски“ тумачио као протопоп који је служио на краљевом двору, у питању би била прилично класична привилегија за манастирско властелинство – уступање манастиру (дела) прихода које би иначе узимала држава. Међутим, како нема доказа у изворима да је у Србији (за разлику од Ромејског царства) постојао протопоп при владаревом двору, изгледно је да су дворски протопопови вршили своју службу уз архиепископски и епископске дворове, такође по ромејском моделу.‍:pp. 413–449 Подаци из жичких повеља, као уосталом и касније повеље српских владара издате манастирима, сведоче о привилегованом положају епархијских властелинстава у држави Немањића. Тако је на подручју жичког епархијског властелинства највиша власт била поверена српском архиепископу који је у границама Жичке епархије имао надлежности као и сваки други епархијски епископ.

## Текст друге Жичке повеље
"Овај свети и преосвећени храм Спаса нашег Исуса Христа ја, милошћу Божјом венчани краљ Стефан и с превазљубљеним сином својим Радославом првенцем, кога и благословисмо да буде краљ читаве ове државе, у овом храму Спаса нашег овде да постављају се сви будући краљеви ове државе; и архиепископи и епископи и игумани да се постављају овде."  Баш као и оснивачка повеља манастира Жиче и ова повеља има религијски увод. На самом почетку Стефан Првовенчани напомиње да је сада, његов син, Радослав краљ. У повељи стоји и да ће сви будући владари добијати благослов управо у Жичи. И српској цркви и српској држави био је неопходан центар који би представљао извориште пре свега духовне, али за њом и световне моћи владара, сада крунисаног краља. На овај начин, власт не само првовенчаног, већ и свих будућих краљева везује се неодвојиво, одредбом саме световне власти-за црквено венчање.‍:pp. 413–449 Стефан Првовенчани је поред жупа које је приложио оснивачком повељом, додао и "Крушилницу, Мораву, Борач, Лепенице обе, Белица, Левоч, Лугомира, Расина, и Влахе све ове краљевске државе." Све жупе, укључујући и ове тек додељене, морале су да прилажу бир. Над жупама нико није имао власт. Дакле, манастиру Жичи је према овој повељи припао целокупан износ бира прикупљеног из његових жупа, док је раније дата повластица задржавања половине бира сада проширена на друге епископије, где је дворском протопопу (тј. преко њега архиепископу) припадала друга половина.‍:pp. 413–449
"А четири манастира краљевска: Света Богородица Студеничка и Свети Ђорђе у Расу и Светогорски манастир и Света Богородица Градачка - над ова четири манастира или где су им села под којим епископијама, да над њима епископи немају никакве власти; а што се тиче постављања попова у овим манастирским областима и сваког духовног исправљања, све то преносим на архиепископа. А што се тиче постављања игумана, што по праву припада краљевству, да га архиепископ благослови божанствено, а краљ да му дâ жезло и да га целовом својим постави за игумана." Стављање најзначајнијих манастира српске државе под директну власт краља и архиепископа у складу је са ромејским режимом царских манастира, али самим тиме и подвлачи јачање власти државе и новоосноване домаће цркве. Осим тога, ово сведочи и о њиховој активној сарадњи у световним и духовним питањима, што је нарочито очигледно из описаног начина постављања игумана, а поново у складу са ромејским идејним узором – доктрином симфоније.‍:pp. 413–449
Остатак повеље посвећен је брачном праву. "И потом божаствени овај закон научивши према црквеном уставу и предању, и Господња забрана би, да се не раздваја муж од жене и жена од мужа; ако се пронађе да је ко ову страшну заповест преступио, оваквом казном да се казни: буде ли то ко од властеле, да се од њега одузме за краља шест коња; ако ли је ко од других војника, да му се узму два коња; ако ли то ко од убогих људи учини, да му се одузму два вола." Поред забране развода брака, онај који уради управо то биће санкционисан. Један од разлога великог значаја друге Жичке повеље за правну историју Србије и јесте управо то, што је ово најстарији правни споменик у којем су сачувани подаци о сталешкој неједнакости у српском кривичном праву. Казне су, дакле, прописане сразмерно сталежу учиниоца, и ту се могу приметити и квалитативне и квантитативне разлике. Властела, племићки војнички сталеж, плаћа глобу у натури – у коњима, а убоги људи, себри, сељаци – у воловима. Сваки сталеж плаћа у оној врсти животиња коју редовно користи у обављању своје примарне делатности – ратовања или земљорадње.‍:pp. 413–449
Даље у повељи следи већи број специфичних норми које се односе само на жене, и које су многим истраживачима биле значајан извор за проучавање положаја жена у средњовековној Србији. 
"Женама такође заповедам: ако ли је она која преступи закон од властеле, то властелинском казном да се казни; ако ли је од нижих, то према роду да се казни; ако ли неку родитељи или ко други одведе, то такви да се казне према своме чину; ако ли сама од себе полуди, оставивши свога мужа, а има сопствену имовину, глобом да се казни. А ако нема имовину, телесном казном да се казни, како буде по вољи њеног мужа. Казнивши је, да је води. Ако не усхтедне да је води, то по кажњавању да је прода, коме он хоће. И сваки муж који је пустио жену, пошто буде кажњен, да је врати у свој дом. Ако ли ово не послуша, такав и од божанствене цркве да буде завезан и да не буде у милости Господњој. И ако другу жену узме, да плати глобу сличну првој. Или ко да жену таквом који не жели да живи са својом, онда и тај да подлеже истој казни као и онај који је жену отерао. А забране женама да буду на овај начин: да оставивши свога мужа немају право другог узети." Управо и у овој одредби, приказана је сталешка неједнакост. Нешто што је јако битно, а помиње се управо у овој одреби, јесте то да је жена могла да има своју имовину, одвојену од мужевљеве.Што се казни тиче, напомена да је жена сносила казну по вољи мужа (који се појављује у улози оштећене стране) могла би навести на закључак да је и врста, а не само износ казне, зависила од мужевљеве одлуке. Ово би, чини се, било погрешно. Ако се изузму подаци о кажњавању јеретика за време владавине Стефана Немање, који се морају сматрати веома специфичним и нипошто репрезентативним за општу казнену политику Србије тог доба, нема података о тешким телесним казнама (казнама сакаћења) или смртној казни у средњовековним изворима домаћег порекла.‍:pp. 413–449 О раскиду брака од стране мужа се, дакле, говори као о „пуштању“ жене – са чиме је у вези и назив глобе „распуст“ – док жена мужа „оставља“.Глоба о којој је у повељи претходно било речи је, дакле, представљала казну такорећи за покушај самовољног развода: последњи корак је требало да буде обнављање брачног живота. Ако до тога не би дошло, не би било превише смислено да држава понавља световну санкцију – следећи корак је била духовна казна, и то, по формулацији би се рекло, одлучење.‍:pp. 413–449
"Епископима и онима који управљају запрећује се божаственом претњом да нико не одступи од овог божаственог закона, осим ако је реч о прељуби." Управо и овде се говори о истом. Нису дозвољена одсупања од ових прописа ( изузев прељубе ). Они који прељубу и учине, бивали су санкционисани. Тада, у средњовековној Србији, постојао је обичај да муж ожени свастику. О томе постоји правило, али исто тако и казна у овој повељи. "А ако неко противзаконито узме свастику, а буде ли то властелин или војник, да га онај који влада казни одузимањем два вола. Ако је од убогих, то да узима епископ половину а такви да се распуштају."
Након свих ових одреби о брачном праву стоји и крај повеље:
"И ово све учинисмо теби, Спасе мој, и предадосмо божаственој и неизреченој слави царства твога. Ако ко преступи и разори нешто од овог преданог теби, ко год да буде, потворивши ово, не само да је крив и одбачен од божаственог тела и крви Господа Бога и Спаса нашега Исуса Христа и Богоматере која га је родила, Пресвете Приснодеве Марије, него нека и анатема на њему буде и клетва од светих небеских сила, Јована Претече и Крститеља и светих преславних апостола и светог првомученика Стефана и светог оца нашег Саве и светих отаца наших 318 никејских, и од мене грешног да је завезан у овом веку и у будућем и наследник да буде издајника Јуде и саучесник оних који рекоше: "Узми, разапни га; крв његова на нама и на чедима нашим". И нека се приброји к њима." Још једном, на крају, Стефан Првовенчани велича Бога. Може се закључити и то да су сматрали да постоји Божји суд.